# یواس‌اس لیون (ای‌پی-۷۱)
یواس‌اس لیون (ای‌پی-۷۱) (به انگلیسی: USS Lyon (AP-71)) یک کشتی بود که طول آن ۴۹۱ فوت ۸ اینچ (۱۴۹٫۸۶ متر) بود. این کشتی در سال ۱۹۴۰ ساخته شد.